# Episodi di The Musketeers (terza stagione)
La terza e ultima stagione della serie televisiva The Musketeers è trasmessa in prima visione assoluta in Canada sul canale Showcase dal 10 aprile 2016; Nel Regno Unito, la messa in onda della stagione ha avuto inizio il 28 maggio 2016 su BBC1.
In Italia, la stagione è stata resa interamente disponibile sul sito web Netflix dal 1º ottobre 2016.
| n° | Titolo originale     | Titolo italiano          | Prima TV Regno Unito | Pubblicazione Italia |
| -- | -------------------- | ------------------------ | -------------------- | -------------------- |
| 1  | Spoils of War        | Bottino di guerra        | 28 maggio 2016       | 1º ottobre 2016      |
| 2  | The Hunger           | La fame                  | 4 giugno 2016        | 1º ottobre 2016      |
| 3  | Brother in Arms      | Fratelli d'armi          | 11 giugno 2016       | 1º ottobre 2016      |
| 4  | The Queen's Diamonds | I diamanti della regina  | 18 giugno 2016       | 1º ottobre 2016      |
| 5  | To Play the King     | L'oro del re             | 25 giugno 2016       | 1º ottobre 2016      |
| 6  | Death of a Hero      | Morte di un eroe         | 2 luglio 2016        | 1º ottobre 2016      |
| 7  | Fool's Gold          | Il villaggio delle donne | 9 luglio 2016        | 1º ottobre 2016      |
| 8  | Prisoners of War     | Prigionieri di guerra    | 16 luglio 2016       | 1º ottobre 2016      |
| 9  | The Prize            | Il premio                | 23 luglio 2016       | 1º ottobre 2016      |
| 10 | We are the Garrison  | Noi siamo la guarnigione | 6 agosto 2016        | 1º ottobre 2016      |

## Bottino di guerra
- Titolo originale: Spoils of War
- Diretto da: Andy Hay
- Scritto da: Simon J. Ashford

### Trama
Sono trascorsi quattro anni dagli ultimi eventi e molte cose sono cambiate: Athos, Porthos e D'Artagnan sono divenuti soldati dell'esercito francese e sono in guerra con la Spagna; Aramis ha abbandonato i moschettieri e si è fatto monaco, assumendo la tutela di un gruppo di ragazzini; Parigi è sotto il governo del Marchese de Feron, corrotto governatore, capo delle guardie rosse e fratellastro di Luigi XIII. A un attacco agli spagnoli da parte dei francesi, costretti ad attaccare all'arma bianca per la mancata consegna di un carico di polvere da sparo, quest'ultimi sono sconfitti, ma tentando un secondo attacco ottengono una temporanea vittoria. Si scopre che il carro di polvere che serviva ai francesi è stato rubato da un certo Lucien Grimaud, per poi essere rivenduto agli spagnoli. Da quelle parti si trovava Aramis con i suoi ragazzi, che avevano visto Grimaud e i suoi uomini rubare la polvere. Di ritorno al monastero avvertono l'abate del sicuro arrivo di Grimaud, ma egli si rifiuta di credere alle parole di Aramis. Sopraggiungono i ladri che uccidono l'abate e fanno prigionieri gli altri monaci, mentre Aramis e i ragazzi si rifugiano nella cantine. Al fronte Athos, Porthos e D'Artagan si rendono conto di aver ottenuto una vittoria che durerà poco e quindi lasciano il campo di battaglia per cercare il carico di polvere. A Parigi, il ministro Treville e la moglie di D'Artagnan, Costance, cercano di screditare le guardie rosse del Marchese de Feron e riuscendo nell'impresa li umiliano facendoli uscire in piena notte, con uno stratagemma, tutti nudi davanti agli occhi di alcuni parigini. La vicenda si sposta nuovamente nelle foreste, nelle quali i tre amici incontrano Luc, uno degli allievi di Aramis, che era sfuggito dal convento per cercare aiuto, che racconta ai tre uomini gli eventi accaduti al convento. I quattro si muovono verso il luogo sacro e lì incontrano Aramis e i ragazzi, che si riabbracciano e si salutano contenti di rivedersi dopo quattro anni. Dopo rocamboleschi eventi Aramis, Porthos, D'Artagan ed Athos riescono a scacciare gli spagnoli e far esplodere il carico di polvere. Successivamente Aramis decide di lasciare la carriera ecclesiastica e i quattro si recano a Parigi, dove Treville li rimuove dall'esercito facendoli tornare moschettieri. Inoltre, essi fanno anche la conoscenza del Marchese du Feron, che li minaccia dicendogli che se non gli ubbidiranno li farà uccidere.
- Guest star: Terence Beesley (Generale Lantier), Michael Ballard (Aiutante al fronte), Chris Corrigan (Voisard), Sam Clemmett (Luc), Giselle Scantlebury (Marie), Dan Parr (Clairmont), Matt Stokoe (Capitano Marcheaux), Danny Burns (Sergente), John Woodvine (Abbott), Crispin Letts (Giudice Bellavoix), Robbie Fisher (Il Delfino)
- Ascolti Regno Unito: telespettatori 3 680 000[3]

## La fame
- Titolo originale: The Hunger
- Diretto da: Andy Hay
- Scritto da: Simon J. Ashford

### Trama
I moschettieri sono finalmente tornati a Parigi, e servono di nuovo il re, sotto il comando di Athos. Ma la tregua non dura tanto, poiché qualche tempo dopo il loro ritorno dalla guerra, succede un malaugurato avvenimento. Il grano che la città contiene per sfamare il popolo è misteriosamente scomparso. A dare la notizia è il duca di Beaufort, principale fornitore di cibo della città. I parigini, danno allora la colpa ai rifugiati di guerra che vivono in città. D'Artagnan, lì presente assieme ad alcuni moschettieri, cerca di difendere la loro causa, ma viene arrestato dal capitano delle guardie rosse Marcheaux. La notizia arriva anche ad Athos, Porthos e Aramis, che vengono coinvolti nel caso. Intanto, le guardie di Marcheaux setacciano l'ambiente nel quale vivono i rifugiati, non trovando niente. A alla fine Porthos scopre tutto il grano, nascosto in una fattoria. Non erano stati i rifugiati a rubarlo, ma il marchese di Feron e Lucien Grumaud, che erano intenzionati a rivenderlo al re per il doppio del prezzo. Athos trova anche un nuovo amore, Sylvie, la figlia del capo dei rifugiati. Quest'ultimo muore in seguito ad una tortura eseguita da Marcheaux. Feron non ammette però di aver rubato il grano, e pubblicamente, il ladro rimane misterioso.
- Guest star: Dan Parr (Clairmont), Thalissa Theixeira (Sylive), Oliver Chris (Duca di Beaufort), Jan Španbauer (Custode del granaio), Barry McCormick (Tornitore), Jodie Hay (Donna nella folla), Francis Magee (Hubert), Janet Walker (Clementine), Matt Stokoe (Capitano Marcheaux), Crispin Letts (Giudice Ballavoux), Christopher Brand (Gaoler), Andy Linden (Commerciante), Robbie Fisher (Il Delfino)
- Ascolti Regno Unito: telespettatori 3 570 000[3]

## Fratelli d'armi
- Titolo originale: Brother in Arms
- Diretto da: Roger Goldby
- Scritto da: Simon Allen

### Trama
Re Luigi incarica i moschettieri di riportare a Parigi il fratello esiliato, il Duca d'Orléans, per riparare i ponti. Durante il tragitto, il Duca viene derubato di lettere, e per difesa uccide tre soldati in pensione che facevano parte di una comunità, nelle quali il duca stesso organizzava una rivolta per spodestare il Re, che potrebbero distruggere Orléans. Orléans viene portato dal re a palazzo, dove viene revocato il suo esilio e riparato il ponte tra Luigi e il fratello. Il duca chiede aiuto al governatore corrotto e la Guardia Rossa del governatore, i quali decidono di radere al suolo il locale e uccidere tutti coloro che ci sono dentro per far sparire le lettere e insabbiare tutto quanto. Il re viene informato del furto e credendo che il fratello sia stato derubato del suo denaro, incarica i moschettieri di rintracciare il ladro per restituire la refurtiva. 

## I diamanti della regina
- Titolo originale: The Queen's Diamonds
- Diretto da: Nicholas Renton
- Scritto da: Jeff Povey

### Trama
La sorella di re Luigi, la regina d'Inghilterra Henrietta Maria , viene derubata di inestimabili gioielli della corona (destinati a essere venduti per finanziare le forze armate inglesi) mentre è in viaggio verso Parigi per chiedere aiuto al fratello per l'imminente guerra. I moschettieri scoprono rapidamente che il ladro è Émile Bonnaire, un criminale appariscente ma patetico con cui hanno una storia. Athos, Porthos e D'Artagnan fanno pressione su Bonnaire affinché li conduca dagli acquirenti dei diamanti. Nel frattempo, Aramis si riallaccia con Pauline, un'amica d'infanzia cresciuta in un bordello dove le loro madri vivevano e lavoravano. Sta per sposare un nobile francese, ma qualcuno la ricatta minacciando di rivelare le circostanze della sua infanzia e Aramis cerca di risolvere la situazione pacificamente.

## L'oro del re
- Titolo originale: To Play the King
- Diretto da: Roger Goldby
- Scritto da: Ellen Taylor

## Morte di un eroe
- Titolo originale: Death of a Hero
- Diretto da: Nicholas Renton
- Scritto da: Peter McKenna

### Trama
Athos viene attaccato e ferito da Grimaud, che viene ferito ma riesce a scappare. Athos e Trevill partono alla ricerca di Grimaud, mentre Porthos e D'Artagnan vengono attaccati da Grimaud e i suoi uomini, ma Athos e gli altri arrivano a salvarli. Aramis accompagna il re in un pellegrinaggio fino alla tomba del padre, dove sopraggiunge il Marchese de Feron per ucciderlo, obbligato da Grimaud, ma cambia idea quando il re lo vuole come tutore del figlio alla sua morte. Il marchese sfida Grimaud e viene ucciso, ma prima spara un colpo per avvertire Aramis dell'arrivo di Grimaud. Il re scopre la verità su Aramis e la regina, ma lo risparmia costringendolo a stare lontano dalla sua famiglia anche dopo la sua morte.
- Ascolti Regno Unito: telespettatori 3 690 000[4]

## L'oro degli sciocchi
- Titolo originale: Fool's Gold
- Diretto da: Sue Tully
- Scritto da: Kelly Jones

### Trama
I 4 moschettieri partono alla ricerca di Grimaud e arrivano in un villaggio di sole donne. Una delle donne che conosceva Grimaud da bambino l'ha curato e fatto scappare, Athos l'ha capito e lei prima lo imprigiona e quando lui scappa lo avvelena. Nel frattempo i moschettieri e le donne combattono con dei fuorilegge che cercano il loro tesoro. Athos viene trovato dai moschettieri e curato dalle donne del villaggio. La Regina cerca di farsi nominare reggente dal re alla sua morte.
- Ascolti Regno Unito:  telespettatori 3 810 000[4]

## Prigionieri di guerra
- Titolo originale: Prisoners of War
- Diretto da: Udayan Prasad
- Scritto da: James Payne

### Trama
- Ascolti Regno Unito: telespettatori 3 470 000

## Il premio
- Titolo originale: The Prize
- Diretto da: Sue Tully
- Scritto da: Dusty Hughes

### Trama
Il Re muore e Trevill fa portare via il principe ereditario da Athos per proteggerlo. Costance decide di nasconderlo nella sua vecchia casa, ma il principe scappa e quando lo ritrovano lo portano nella lavanderia dove venne curato. L'esercito di Gaston sta per attaccare e nel testamento si scopre che il Re ha incaricato come reggente Trevill, anziché la Regina. I soldati arrivano alla lavanderia e trovano il principe, nel frattempo Trevill sta trattando con i nobili che aiutano Gaston per lasciarlo solo. Quando il nobile firma l'accordo, i soldati di Gaston lo uccidono e Trevill coi moschettieri cercano di proteggere il principe. Nella battaglia Trevill muore.
- Ascolti Regno Unito: telespettatori 3 860 000[4]

## Noi siamo la guarnigione
- Titolo originale: We Are the Garrison
- Diretto da: Udayan Prasad
- Scritto da: Simon Allen

### Trama
Si celebra il funerale di Trevill e durante i brindisi alla taverna i moschettieri vengono attaccati e la guarnigione viene distrutta. Grimaud rapisce Silvy e gli altri per tendere una trappola ai moschettieri, ma grazie al piano di Porthos riescono a salvare tutti e scoprono che Silvy è incinta di Athos. Quando Grimaud cerca di far esplodere la cattedrale, Athos riesce finalmente ad ucciderlo. La Regina scioglie l'ordine dei moschettieri reali trasformandoli nei moschettieri del popolo; nomina Porthos generale, così può sposare Elody; chiede ad Aramis di prendere il posto di primo ministro, che era di Trevill; assume Milady De Winter per uccidere il fratellastro del Re. D'Artagnan diventa capitano dei moschettieri e Athos decide di dedicarsi alla sua futura famiglia con Silvy.
- Ascolti Regno Unito: telespettatori 3 590 000[4]